# Rolf Back
Rolf Back (ur. 13 maja 1928 w Helsinkach, zm. 6 sierpnia 2009 w Porvoo) – fiński lekkoatleta, sprinter, medalista mistrzostw Europy z 1954.
Odpadł w półfinale biegu na 400 metrów na mistrzostwach Europy w 1950 w Brukseli, a fińska sztafeta 4 × 400 metrów z jego udziałem zajęła w finale 6. miejsce. Na igrzyskach olimpijskich w 1952 w Helsinkach odpadł w ćwierćfinale biegu na 400 metrów  i eliminacjach sztafety 4 × 400 metrów.
Zdobył brązowy medal w sztafecie 4 × 400 metrów, która biegła w składzie: Ragnar Graeffe, Ossi Mildh, Back i Voitto Hellsten, na mistrzostwach Europy w 1954 w Bernie. Startował również w biegu na 400 metrów, w którym odpadł w półfinale.
Był mistrzem Finlandii w biegu na 400 metrów w latach 1950–1952 i 1954.
Ustanowił rekord Finlandii w biegu na 400 metrów czasem 47,7 s 15 września 1951 w Helsinkach. Pięciokrotnie poprawiał rekord Finlandii w sztafecie 4 × 400 metrów, do rezultatu 3:11,3 osiągniętego podczas mistrzostw Europy w 1954 w Bernie.